# Elle McLemore
 (mai 2020).
Elle McLemore (née le 16 septembre 1991) est une actrice américaine. Elle est à l'origine du rôle de Eva dans la comédie musicale Bring It On: The Musical et de Heather McNamara dans la comédie musicale Heathers: The Musical (adaptation musicale du film Fatal Games). Elle a aussi joué Patty Simcox dans l'émition spéciale Grease: Live! et Holly Truman dans la série American Wives. Elle a aussi une chaine YouTube.

## Jeunesse
Elle McLemore est née à Honolulu à Hawaï mais elle a grandi à Las Vegas (Nevada). Elle est la fille de Gail VanDervoort, danseuse, et de Todd VanDervoort, pyrotechnicien, et a une sœur, Brittany McLemore (nom de naissance). Elle a des origines irlandaises et japonaises. Elle a fait ses études au lycée Palo Verde High School où elle a joué dans les productions scolaires Grease, Peter Pan et le concert bénéfique God Lives in Glass. Elle a obtenu son diplôme en 2009 et a déménagé à Los Angeles (Californie) pour poursuivre une carrière d'actrice.  

## Théâtre
| année     | titre                    | rôle             | théatre                  | notes                      |
| --------- | ------------------------ | ---------------- | ------------------------ | -------------------------- |
| 2011-2012 | Bring It On: The Musical | Eva              | Variés                   | Pré-Broadway National Tour |
| 2012      | Bring It On: The Musical | Eva              | St. James Theatre        | Broadway Debut             |
| 2013      | Heathers                 | Heather McNamara | Hudson Backstage Theater | La Première                |
| 2014      | Heathers                 | Heather McNamara | New World Stages         | Off-Broadway               |

## Filmographie
| année | titre                               | rôle         | note                                      |
| ----- | ----------------------------------- | ------------ | ----------------------------------------- |
| 2010  | La Vie de croisière de Zack et Cody | Gina         | Episode "My Oh Maya"                      |
| 2010  | The Middle                          | Denise       | Episode "Halloween"                       |
| 2011  | At the Top of the Pyramid           | Jamie Parker |                                           |
| 2011  | Los Americans                       | Courtney     | Episodes "Happy Birthday" et "The Legacy" |
| 2013  | American Wives                      | Holly Truman | Régulièrement (saison 7)                  |
| 2016  | Grease: Live!                       | Patty Simcox |                                           |